# Gorąca laska
Gorąca laska (ang. The Hot Chick) – amerykańska komedia z 2002 roku w reżyserii Toma Brady’ego. W filmie, prócz Rachel McAdams i Roba Schneidera, wystąpiła plejada gwiazd filmu i muzyki – m.in. Ashlee Simpson, Angie Stone, Michelle Branch i Adam Sandler.
Tytułową bohaterką jest kryminalista, który zamienił się ciałem z piękną i liczącą się w grupie nastolatką.

## Fabuła
Zamiana Film ukazuje bajeczne życie zbuntowanej nastolatki, Jessiki Spencer, która nie docenia tego co ma, nie szanuje innych, jest krnąbrna, ale zarazem liczy się wśród swoich przyjaciółek i jest popularna w szkole, m.in. dlatego, że jest cheerleaderką. Pewnego dnia, kiedy wraz z April i kilkoma dziewczynami urwały się z lekcji, wstąpiły do sklepu z afrykańskimi pamiątkami. Jessica zauważyła piękne kolczyki, które nie były na sprzedaż. Wiązała się z nimi historia abisyńskiej księżniczki, która nie chciała wychodzić za mąż. Wtedy założyła jeden z kolczyków na ucho niewolnicy, drugi założyła sobie, po czym nastąpiła zamiana ich ciał. Spencer nie wiedziała o niebezpieczeństwie, jakie nad nią wisiało. Kiedy dziewczęta opuściły centrum handlowe, udały się na najbliższą stację, aby zatankować wóz. Grasował tam złodziej Clive, który dla kaprysu Jessiki musiał jeszcze zrobić mały przegląd jej samochodu. Po tym jak nastolatki odjechały, znalazł złoty kolczyk. Następnego dnia Jessica obudziła się mężczyzną, a Clive kobietą.
Życie w nowym ciele Po tym zdarzeniu świat stanął do góry nogami. April przygarnęła Jessicę jako mężczyznę pod swój dach, mówiąc jej mamie, że wyjechała w góry ze swoim chłopakiem Billym. Nastąpiła teraz ostra praca nad swoim nowym ciałem – golenie, spryskiwanie. Clive z kolei nie radzi sobie z kobiecymi sprawami. Z dnia na dzień Jessica coraz bardziej rozumiała, że miała cudowne życie. Aby mieć kontakt wzrokowy z rodziną, pracowała u niej jako ogrodnik. Wraz z przyjaciółkami postanowiły odnaleźć kogoś, kto mógł jej to zrobić. Jednak ani Eden, ani Hildenburg (dziewczyny, które nie lubiły Jessiki) dziwiły się temu, co się stało. Doszły do wniosku, że jedyną osobą mogła być Bianca, rywalka z cheerleadingu. Na imprezie, na której Spence spotkał się z przeciwniczką, odkrył, że to jednak nie ona. Jako że Jess musiała chodzić do szkoły, dostała tam posadę woźnego. Wtedy też dowiedziała się, że chłopak April jest z nią tylko dla seksu, a jej chłopak, Billy, naprawdę ją kocha. W jej sercu następuje diametralna zmiana charakteru. Nowa koleżanka Spence'a, Eden, dowiaduje się, że za sprawa przemiany stoją kolczyki. Dziewczyny powracają do sklepu z pamiątkami i dowiadują się mitu o księżniczce. Jedynym warunkiem powtórnej przemiany jest założenie obydwóch świecideł o północy.
Szczęśliwe zakończenie Na balu Spence dowiaduje się od April, że jest w nim zakochana. Hildenburg i Eden orientują się, gdzie jest ciało Jessiki. Okazuje się, że Clive, aby zarobić trochę pieniędzy, wykorzystuje ciało Spencer do tańców w nocnym klubie. Dziewczyny wbiegają na parkiet klubu i zmuszają Clive’a w ciele Jess do negocjacji. Wtedy Spencer po kryjomu kradnie drugi kolczyk złodziejowi. W tym samym czasie do lokalu wchodzą Billy z chłopakiem April, rodzice Jess i jej brat. Po paru śmiesznych sytuacjach wszystko zaczyna wracać do normy – Jess i Clive są sobą. Dziewczyna Billy’ego wyznaje mu miłość, a Clive zostaje aresztowany, po czym ucieka z radiowozu. W trakcie wiania natrafia na kolesia, który był barmanem w klubie, gdzie Spence tańczył z Biancą. Na sam koniec dziewczyny kończą szkołę i rozpoczynają się wakacje.

## Bohaterowie
Jessica Spencer (Rachel McAdams) – cheerleaderka, zbuntowana nastolatka. Większość osób nie darzy jej sympatią, gdyż wciąż rzuca uwagi i obraźliwe teksty. Uważa się za perfekcyjną, najlepszą i najpiękniejszą. Myśli, że jej chłopakowi Billy'emu zależy tylko i wyłącznie na seksie. Lubi zakupy i spędzanie czasu na oglądaniu Billy'ego w grze. Gdy była dzieckiem pogrywała z ojcem w kosza, robiąc wciąż charakterystyczny ruch przy rzucie – uginała jedna nogę podczas skoku. Aby poprawić humor mamie, bawiła się z nią w manikiurzystkę i robiła ją na bóstwo. Po przemianie zaczęła doceniać koleżanki, Billy’ego, rodziców i brata. Diametralnie zmienił się jej charakter. Była dobra i zaczęła rozumieć potrzeby innych – a najbardziej jej chłopaka.
Clive Maxtone (Rob Schneider) – mężczyzna myślący tylko o tym jak w najłatwiejszy sposób zdobyć pieniądze. Kiedy jest sobą, okrada stację paliwową, lecz gdy zamienia się w Jessicę, postanawia zarobić, tańcząc w klubie nocnym. Pali papierosy. Jest typem wiecznego uciekiniera.
April Thomas (Anna Faris) – najbliższa przyjaciółka Jessiki. Kiedy była młodsza przeniosła się z innego miasta i wszyscy wytykali ją palcami, bo miała szare przednie zęby. Jest miła i opiekuńcza. Lubi jeść różowe bułeczki, choć wie, że nie może. Jest cheerleaderką. Kiedy Jessica jest mężczyzną, przygarnia ją pod swój dach i opiekuje się nią. Po pewnym czasie nawet zakochuje się w nim (Spence). Zauważa, że jest wykorzystywana przez swojego chłopaka. Jej ojciec składa modele dlatego ma dużo cierpliwości), a mama sprząta dom.
Billy (Matthew Lawrence) – baseballista, chłopak Jessiki. Nie ukrywa swoich uczuć co do Spencer. Mówi jej otwarcie kiedy mu co drży, gdy ona go dotyka. Kocha ją całym sercem, nie zależy mu na seksie. Jest bardzo uczuciowym facetem, akceptującym różne dziwne rzeczy dla Jess. Kumpluje się z Jakiem, chłopakiem April. Szanuje rodziców Jess.
Keecia Ling-Ling Jackson (Maritza Murray) – przyjaciółka Jessiki i April, cheerleaderka. Ma do czynienia przez cały czas ze swoją mamą, która przynosi jej wstyd przed ludźmi. Potem odkrywa, że wstydzi się sama siebie, a nie rodzicielki. Jej matka jest Japonką, a ojciec czarnoskórym Żydem. Ling Ling pomaga Jess w poszukiwaniu jej ciała.
Lulu (Alexandra Holden) – przyjaciółka Jessiki, April I Ling Ling. Wraz z dziewczętami jest cheerleaderką. Kiedy Jess jest mężczyzną, Lulu robi sobie z niej żarty. To ona wpadła na pomysł, żeby zrobić listę tych, którzy nie lubią Jess.
Jake (Eric Christian Olsen) – baseballista, kumpel Billy’ego, chłopak April. Tak naprawdę zależy mu tylko na seksie ze swoją dziewczyną. Jest bezczelny, okłamuje ją. Mimo iż April służy mu do zabawy, to jednak jest o nią zazdrosny. Podczas wyjazdu w góry zdradził swoją dziewczynę, dlatego też przyszedł z inną partnerką na bal. Kobieciarz.
Marge Hildenburg (Megan Kuhlmann) – kujonka, chemiczka. Do czasu transformacji jest wrogiem Jessiki, która upokorzyła ją na oczach całej szkoły i gości z liceum. Jest bardzo dobra z chemii, potrafi nawet stworzyć polewę na lody. Jednym z jej ulubionych zajęć jest jedzenie, ale gra też na flecie poprzecznym. W dyskotece poznaje chłopaka, z którym gra w Twistera. Pomaga odnaleźć ciało Jess, blokując przejście policji, która chce złapać poszukiwanego woźnego.
Eden (Sam Doumit) – niezbyt dobra uczennica, zwolenniczka magii i czarów. Tak samo jak Hildenburg, jest przeciwniczką Jessiki, aż do chwili jej zmiany. Uwielbia wszystko co jest o tematyce wiedźm, zaklęć i czarnej magii. Pomaga Jessice grzebiąc w różnych podręcznikach i ulubionych stronach w Internecie. Podrywana przez studenta, została mu bezwzględna.
Vanetia i Sissy (Tia Mowry i Tamera Mowry) – dwie siostry bliźniaczki, które chodzą do tej samej klasy, co Jessica i jej przyjaciółki. Za każdym razem kiedy mama Ling Ling podchodzi do niej, siostry są przy tym zdarzeniu i patrzą dziwnym wzrokiem na Keecie, po czym rzucają swój komentarz.
Booger (Matt Weinberg) – brat Jessiki, syn Carol i Richiego Spencerów. Bardzo lubi przebierać się w damskie ciuchy. cały czas maluje się szminką Jess i zakłada jej rzeczy osobiste. Kiedy spostrzega, że jego siostra jest mężczyzną, trzyma to w tajemnicy przed rodzicami.
Carol Spencer (Melora Hardin) – matka Jessiki i Boogera, żona Richiego. Jest bardzo piękną kobietą, której powoli zaczyna brakować miłości ze strony męża. Pewnego dnia z pożądania rzuca się na ogrodnika, którym jest Jessica w ciele Clive’a. Lubi bawić się w centrum odnowy biologicznej ze swoją córką.
Richie Spencer (Michael O’Keefe) – ojciec Jessiki i Boogera, mąż Carol. Strasznie lubi grać w koszykówkę. Zdaje sobie sprawę z tego, że zaniedbuje żonę w sprawach miłosnych. Nie wie jak ma z nią dojść do porozumienia. W końcu mu się to udaje.
Pani Thomas (Leila Kenzle) – matka April. Jest bardzo przejęta tym, że jej córka ma burze hormonów (nie wie, że pod jej dachem mieszka inny mężczyzna). Zawsze kiedy sprząta natrafia na nowy ślad, aż wreszcie dochodzi do wniosku, że Jessica nie żyje. Zachowuje się jak wariatka.
Stan Thomas (Robert Davi) – ojciec April. Jego ulubionym zajęciem jest modelarstwo. Nie za bardzo przejmuje się tym, co robi jego żona czy córka. Jedynym jego światem jest modelowanie.